# Essex Business Houses Football League
De Essex Business Houses Football League is een Engelse regionale voetbalcompetitie. 
Er zijn 4 divisies waarvan de hoogste zich op het 14de niveau in de Engelse voetbalpiramide bevindt. De kampioen van de Premier Division kan promoveren naar de Essex Olympian League. 